# Schöneck (Vogtland)
Schöneck je město v německé spolkové zemi Sasko. Nachází se v zemském okrese Fojtsko a má přibližně 3 000 obyvatel. Leží přibližně 25 km jihovýchodně od Plavna. Se svou nadmořskou výškou je nejvýše položeným městem ve Fojtsku. Vzhledem k nadmořské výšce a rozsáhlým lesům je Schöneck od roku 1962 státem schválené letovisko a středisko zimních sportů.